# Plectranthus hadiensis
Plectranthus hadiensis là một loài thực vật có hoa trong họ Hoa môi. Loài này được (Forssk.) Schweinf. ex Sprenger miêu tả khoa học đầu tiên năm 1894.